# Wallbach (Swist)
Der Wallbach (im Oberlauf auch Rotterbach, im Mittellauf auch Kieselgraben) ist ein 8,9 km langer, linker Nebenfluss der Swist im nordrhein-westfälischen Rhein-Sieg-Kreis.
Der Wallbach ist ein kiesgeprägter Tieflandbach.

## Geographie

### Verlauf
Der Wallbach entspringt etwas 1,5 km nordöstlich der Rheinbacher Ortschaft Loch auf einer Höhe von 289 m ü. NHN.
Der Bach fließt vorwiegend in nördlicher Richtung.
Er fließt durch das westliche Rheinbach, unterquert bei Niederdrees die A 61 und mündet schließlich zwischen den Swisttaler Ortschaften Morenhoven und Miel auf 143 m ü. NHN von links in den Erft-Zufluss Swist.
Auf seinem 8,9 km langen Weg erfährt der Bach ein Gefälle von 146 Metern, was einem mittleren Sohlgefälle von 16 ‰ entspricht.

### Einzugsgebiet
Das rund 22,6 km² große Einzugsgebiet des Wallbachs erstreckt sich vom Münstereifeler Wald und Nördlichen Eifelfuß bis zur Jülich-Zülpicher Börde und wird durch ihn über die Swist, die Erft und den Rhein in die Nordsee entwässert.
Es grenzt
- im Osten an das Einzugsgebiet des Eulenbachs und
- im Westen an das des Steinbachs.

Der südliche Bereich des Einzugsgebiets ist überwiegend bewaldet und im nördlichen dominieren landwirtschaftliche Nutzflächen. Im südlichen Bereich liegt das 4,95 ha große Naturschutzgebiet Rotterbach und Hacksiefen. Die höchste Erhebung ist ein namenloser Hügel mit einer Höhe von 303 m ü. NHN etwa 400 m südwestlich der Quelle des Wallbachs.

### Zuflüsse
Der Hauptzufluss des Wallbachs ist mit einem Einzugsgebiet von 6,2 km² der von links kommende Landgraben. Der längste Bach auf der rechten Seite ist der Tüttelbach mit 3,6 km.
| Stat. in km | Name        | GKZ       | Lage   | Länge in km | EZG in km² | MQ in l/s | Mündungshöhe in m ü. NHN | Bemerkungen                       |
| ----------- | ----------- | --------- | ------ | ----------- | ---------- | --------- | ------------------------ | --------------------------------- |
| 007,60      | Hackesiefen | 274252-2  | rechts | 001,3910    | 0000,7100  | 0000,890  | 21800000                 | auch Hacksiefen oder Hackensiefen |
| 003,60      | Greesgraben | 274252-32 | links0 | 004,3950    | 0001,7330  | 0004,030  | 15400000                 |                                   |
| 003,00      | Landgraben  | 274252-4  | links0 | 004,3110    | 0006,2170  | 0009,770  | 15200000                 |                                   |
| 002,60      | Die Wässers | 274252-6  | links0 | 003,4930    | 0003,1270  | 0002,800  | 15100000                 |                                   |
| 001,50      | Tüttelbach  | 274252-8  | rechts | 003,6370    | 0003,6120  | 0009,490  | 14700000                 |                                   |
| 001,30      | N.          | 274252-92 | rechts | 001,8390    | 0000,9140  | 0000,880  | 14700000                 |                                   |

Anmerkungen zur Tabelle
1. ↑  Gewässerkennzahl, in Deutschland die amtliche Fließgewässerkennziffer mit zur besseren Lesbarkeit eingefügtem Trenner hinter dem Präfix, das einheitlich für den allen gemeinsamen Vorfluter Wallbach steht.